# 江城镇 (田东县)
江城镇，是中华人民共和国广西壮族自治区百色市田东县下辖的一个乡镇级行政单位。

## 行政区划
江城镇下辖以下地区：
江城村、果柳村、那蒙村、桑洞村、架龙村、云林村、大诺村和供固村。